# По Смоленской дороге
«По Смоленской дороге» — песня Булата Окуджавы, созданная в 1960 году.

## История
По Смоленской дороге — леса, леса, леса. 

По Смоленской дороге — столбы, столбы, столбы.

Над дорогой Смоленскою, как твои глаза, —

Две вечерних звезды — голубых моих судьбы.

По Смоленской дороге — метель в лицо, в лицо,

Всё нас из дому гонят дела, дела, дела.

Может, будь понадёжнее рук твоих кольцо —

Покороче б, наверно, дорога мне легла.

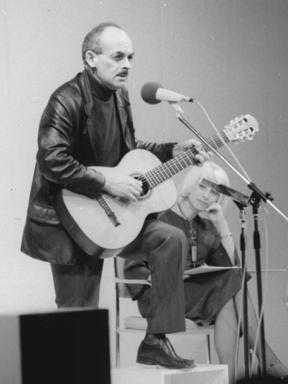
Булат Окуджава на сцене. 1976 год

Песня «По Смоленской дороге» была создана в начале 1960 года. В то время Окуджава был увлечён актрисой Жанной Болотовой, ей же и была посвящена эта песня. Несмотря на молодость — ей шёл 19-й год — Болотова к тому времени уже успела приобрести популярность, сыграв одну из главных ролей в фильме «Дом, в котором я живу». Окуджава также посвятил ей песни «Старый пиджак», «Горит пламя, не чадит» и «Маленькая женщина».
С лета 1959 года Окуджава работал в редакции «Литературной газеты». В марте 1960 года вместе с поэтом Юрием Левитанским и писателем Георгием Гулиа он был командирован в Пушкинские Горы, где в связи с юбилеем Пушкинского заповедника были запланированы выставки, экскурсии, научная сессия, а также литературный вечер. Сам Окуджава так рассказывал об этой поездке и создании песни: «У меня почти все песни сложились на готовые стихи, то есть, сначала писались стихи, а потом появлялась музыка. Только одна родилась наоборот, на музыку — это песня „По Смоленской дороге“. Ехал я в самом деле по Смоленской дороге, зимой в машине вместе с поэтом Юрием Левитанским. Ехали мы в командировку от „Литературной газеты“, была с нами гитара, и вот у меня сначала появилась музыка, а потом стихи…». Таким образом, сначала была придумана мелодия, а стихи были написаны через пару дней.
По словам писателя Дмитрия Быкова, песня «По Смоленской дороге» «упрочила славу Окуджавы — её мгновенно запела вся страна», так что 1960 год «прошёл под знаком стремительного нарастания его всесоюзной известности». Росту популярности Окуджавы также способствовало появление более компактных и дешёвых магнитофонов и улучшение качества магнитных записей.
В СССР песня «По Смоленской дороге» впервые была выпущена на пластинке в 1965 году, но не в авторском исполнении — фирма грамзаписи «Мелодия» выпустила диск-миньон «Песни Булата Окуджавы» с четырьмя песнями — «Король» (в исполнении Елены Камбуровой), «Песенка об Арбате» (в исполнении Майи Кристалинской), «Полночный троллейбус» (в исполнении Иосифа Кобзона) и «По Смоленской дороге» (в исполнении Юрия Визбора).
В 1966 году французский лейбл «Le Chant Du Monde» выпустил сольный диск-гигант с 19 песнями Окуджавы, среди которых была и «По Смоленской дороге». В 1974 году без ведома Окуджавы фирма «Мелодия» выпустила диск-миньон с четырьмя песнями в авторском исполнении — «Песенка о Лёньке Королёве», «По Смоленской дороге», «Маленький оркестрик» и «Полночный тролейбус». Поняв, что записи скопированы с французского диска, Окуджава написал на фирму ироничное письмо: «Я сначала очень рассердился, когда узнал, что вы выпустили пластинку без моего ведома, но потом понял, что вы решили, что я давно умер. Но всё-таки можно было бы посоветоваться с вдовой». После этого фирма «Мелодия» заключила с Окуджавой договор на долгоиграющую пластинку — она вышла в 1976 году, однако песни «По Смоленской дороге» на ней не было. В 1981 году песня «По Смоленской дороге» появилась на грампластинке «Край мой смоленский», содержавшей записи разных исполнителей.

## Исполнители
Помимо Булата Окуджавы и Юрия Визбора, песню «По Смоленской дороге» исполняли Елена Камбурова, Жанна Бичевская, Борис Гребенщиков, Андрей Макаревич, Светлана Сурганова и другие. Песня также была исполнена в рамках третьей части музыкального проекта «Песни нашего века». На польском языке песню исполнял Войцех Маляйкат.

## Анализ и отзывы
Писатель Дмитрий Быков отмечал, что на содержание песни «По Смоленской дороге» могла повлиять неустроенность личной жизни Окуджавы, который в то время отдалялся от своей семьи, — «некуда пойти, некуда уйти». Однако, по мнению Быкова, дело было не только в этой «подспудной тоске»: по его словам, «По Смоленской дороге» «был вообще один из любимых советских романсов — прежде всего потому, что советский человек постоянно, много и неудобно ездил, его то и дело срывала с места насущная необходимость выдвигаться в очередную командировку». Быков отмечал отрывистость ритма песни: «пятистопный анапест — с выпадающим слогом на четвёртой и пятой стопе; в самой этой неправильности — нестыковка, несдержанное обещание».
По определению литературоведа Владислава Холшевникова, размер стихотворения «По Смоленской дороге» может быть определён как логаэд из трёхстопного анапеста и двух стоп ямба; при этом, несмотря на то, что последние три слова в разных стихах имеют неравное количество слогов, «музыкальный напев позволяет одинаково отделять их от первого полустишия».